# Sinopoda derivata
Sinopoda derivata är en spindelart som beskrevs av Jäger och Ono 2002. Sinopoda derivata ingår i släktet Sinopoda och familjen jättekrabbspindlar. Inga underarter finns listade i Catalogue of Life.